# هیشپ رتپ یکم
هیشپ رتپ یکم (به خط ایلامی: 𒄭𒅖�𒊏�𒁾) از پادشاهان خاندان دوم اوان بود که در حدود سده‌های ۲۵ تا ۲۳ پیش از میلاد حکومت می‌کرد. او یکی از فرمانروایان کمترشناخته‌شدهٔ تمدن ایلام است که در منطقهٔ اوان (در جنوب غربی ایران امروزی) فرمانروایی داشت.

## دوران حکومت
هیشپ رتپ یکم احتمالاً پس از اوکو تنهیش به قدرت رسید و در دورانی حکومت کرد که پادشاهی اوان هنوز تحت تأثیر همسایگان میان‌رودانی مانند اکد بود. برخی از کتیبه‌های به‌جامانده از این دوره نشان می‌دهد که او در تقویت ساختارهای سیاسی و نظامی اوان نقش داشته است.